# Кадис (футбольный клуб)
«Ка́дис» (исп. Cádiz Club de Fútbol, S.A.D.) — испанский профессиональный футбольный клуб из одноимённого города, в провинции Кадис, в автономном сообществе Андалусия. Клуб основан в 1910 году, гостей принимает на стадионе «Нуэво Мирандилья». Лучшим периодом в истории клуба были 1980-е — 1990-е годы, когда он был постоянным участником Примеры. Лучшим результатом является 12-е место в сезонах 1987/88 и 2020/21.

## История
Первая задокументированная игра ФК «Кадис» была сыграна против «Кадис Спортинг Клаб» в четверг, 8 сентября 1910 года. Команда «Кадиса» выиграла матч со счётом 1:0. Два дня спустя, 10 сентября 1910 года, несколько граждан Кадиса обратились к гражданскому правительству с просьбой зарегистрировать клуб под названием «Cádiz Foot-Ball Club». Одним из основателей был Хосе Ривера-и-Лора, первый президент «Кадиса». Начало гражданской войны, очевидно, прервало организацию соревнований, и «Кадис» проводил только товарищеские матчи, среди прочего, против таких команд, как «Реал Бетис» и «Сельта».
«Кадис» сыграл первый полный сезон 1939-40 в Сегунде после гражданской войны в Испании. Клуб занял 1-е место в пятой группе с 11 победами в 14 играх. В том сезоне тренером был Сантьяго Нуньес, который также был игроком, а ключевые роли играли Ролдан, Диас, Матео, вратарь Буэно, будущий игрок «Реала», и Камило Лиз, который спустя десятилетия стал техническим секретарём клуба. В течение следующих 3 сезонов «Кадис» был далёк от того, чтобы повторить этот успех. «Кадис» впервые перешёл в Ла Лигу в 1977-78 годах, проведя два года во втором дивизионе. Однако «Кадис» вновь вернулся в Сегунду в 1980 году, продержавшись там ещё 13 лет. В августе 1981 года, прежде чем вернуться в Ла Лигу, Кадис выиграл свой первый трофей. Они обыграли «Севилью» во главе с тренером Мигелем Муньосом со счётом 1:0. После того как футболисты подняли кубок, город праздновал всю ночь.
С помощью мастерства форварда Сальвадора Махико Гонсалеса, клубу удалось чудесным образом сохранить остаться в высшем дивизионе в сезоне 1990/91. В конце 1980-х — начале 1990-х клуб стал известен как «Жёлтая подводная лодка», так как команда каждый год начиная сезон в нижней части таблицы, в итоге оставалась в высшем дивизионе.
Однако позднее всего за два сезона «Кадис» опустился на две ступени. В 1995 году «Кадис» вообще был на грани исчезновения из-за финансовых проблем. Инвестиционная группа больше не финансировала клуб и объявила о приостановке выплат. Администрация клуба во главе с Антонио Муньосом и Мануэлем Гарсиа провела переговоры с кредиторами, реорганизовала клуб и начала управлять им непосредственно из города Кадис. После долгого пребывания в Сегунде Б клуб, наконец, заслужил повышение в классе. Это случилось в 2003 году. В 2005 году «Кадис» и вовсе вернулся в Ла Лигу, обыграв в заключительном туре футбольный клуб «Херес». Матч был сыгран 18 июня 2005 года и закончился победой Кадиса 2:0. В тот день на арену в Херес прибыло 8000 фанатов «Кадиса».
В начале сезона 2019-20 «Кадис» повторил свой лучший стартовый рекорд в первых десяти играх лиги одного сезона. Этот рекорд был установлен 80 лет назад в сезоне 1939—1940.
2 марта 2020 года «Кадис» подтвердил, что неназванный американский инвестор с серьёзными финансовыми возможностями стал одним из акционеров клуба. Несмотря на приобретение небольшой доли акций, цель инвестора — расширить своё присутствие в клубе и помочь андалусскому клубу вернуться в Ла Лигу. Президент клуба Мануэль Вискайно рассказал о планах использования новых ресурсов для модернизации инфраструктуры и развития клуба в других сферах.
По итогам сезона 2019/20 клуб занял второе место в Сегунде и спустя 14 лет вернулся в высший дивизион. 19 мая 2024 года команда, сыграв вничью с «Лас-Пальмасом» (0:0), потеряла шансы остаться в Ла Лиге и выбыла в Сегунду после четырёх лет пребывания в Ла Лиге.

## Сезоны по дивизионам
- Примера — 13 сезонов
- Сегунда — 40 сезонов
- Сегунда B — 16 сезонов
- Терсера — 12 сезонов
- Региональные лиги — 1 сезон

## Достижения
- Сегунда
  - Победитель (2): 1940/41, 2004/05
- Сегунда B
  - Победитель (4): 2000/01, 2008/09, 2011/12, 2014/15
- Терсера
  - Победитель (2): 1954/55, 1969/70

## Текущий состав
| 1  | Аргентина | Вр  | Херемиас Ледесма | 1993 |  |  |  |  |  |
| 13 | Испания   | Вр  | Давид Хиль       | 1994 |  |  |  |  |  |
|    |           |     |                  |      |  |  |  |  |  |
| 2  | Испания   | Защ | Хосеба Сальдуа   | 1992 |  |  |  |  |  |
| 3  | Испания   | Защ | Фали             | 1993 |  |  |  |  |  |
| 5  | Испания   | Защ | Виктор Чуст      | 2000 |  |  |  |  |  |
| 14 | Сенегал   | Защ | Момо Мбайе       | 1998 |  |  |  |  |  |
| 15 | Испания   | Защ | Хави Эрнандес    | 1998 |  |  |  |  |  |
| 20 | Испания   | Защ | Иса Карселен     | 1993 |  |  |  |  |  |
| 22 | Испания   | Защ | Хорхе Мере       | 1997 |  |  |  |  |  |
| 23 | Испания   | Защ | Луис Эрнандес    | 1989 |  |  |  |  |  |
| 24 | Испания   | Защ | Антонио Глаудер  | 1995 |  |  |  |  |  |
| 33 | Бразилия  | Защ | Лукас Силва      | 2001 |  |  |  |  |  |
|    |           |     |                  |      |  |  |  |  |  |
| 4  | Испания   | ПЗ  | Рубен Алькарас   | 1991 |  |  |  |  |  |

| 6  | Испания   | ПЗ  | Феде Сан Эметерио | 1997 |  |  |  |  |  |
| 8  | Испания   | ПЗ  | Алекс Фернандес   | 1992 |  |  |  |  |  |
| 12 | Мали      | ПЗ  | Роминик Куаме     | 1996 |  |  |  |  |  |
| 17 | Аргентина | ПЗ  | Гонсало Эскаланте | 1996 |  |  |  |  |  |
| 21 | Чили      | ПЗ  | Томас Аларкон     | 1999 |  |  |  |  |  |
| 25 | Испания   | ПЗ  | Оскар Мелендо     | 1997 |  |  |  |  |  |
|    |           |     |                   |      |  |  |  |  |  |
| 7  | Испания   | Нап | Рубен Собрино     | 1992 |  |  |  |  |  |
| 9  | Испания   | Нап | Марти Роджер      | 1991 |  |  |  |  |  |
| 10 | Уругвай   | Нап | Брайан Окампо     | 1999 |  |  |  |  |  |
| 11 | Испания   | Нап | Иван Алехо        | 1995 |  |  |  |  |  |
| 16 | Испания   | Нап | Крис Рамос        | 1997 |  |  |  |  |  |
| 18 | Венесуэла | Нап | Дарвин Мачис      | 1993 |  |  |  |  |  |
| 25 | Уругвай   | Нап | Макси Гомес       | 1996 |  |  |  |  |  |

## Форма

### Домашняя
| 2016/17 | 2017/18 | 2018/19 | 2019/20 | 2020/21 | 2021/22 | 2022/23 | 2023/24 | 2024/25 | 2025/26 |

### Гостевая
| 2016/17 | 2017/18 | 2018/19 | 2019/20 | 2020/21 | 2021/22 | 2022/23 | 2023/24 | 2024/25 | 2025/26 |

### Резервная
| 2016/17 | 2017/18 | 2023/24 | 2024/25 | 2025/26 |

Источники:,